# 転輪聖王

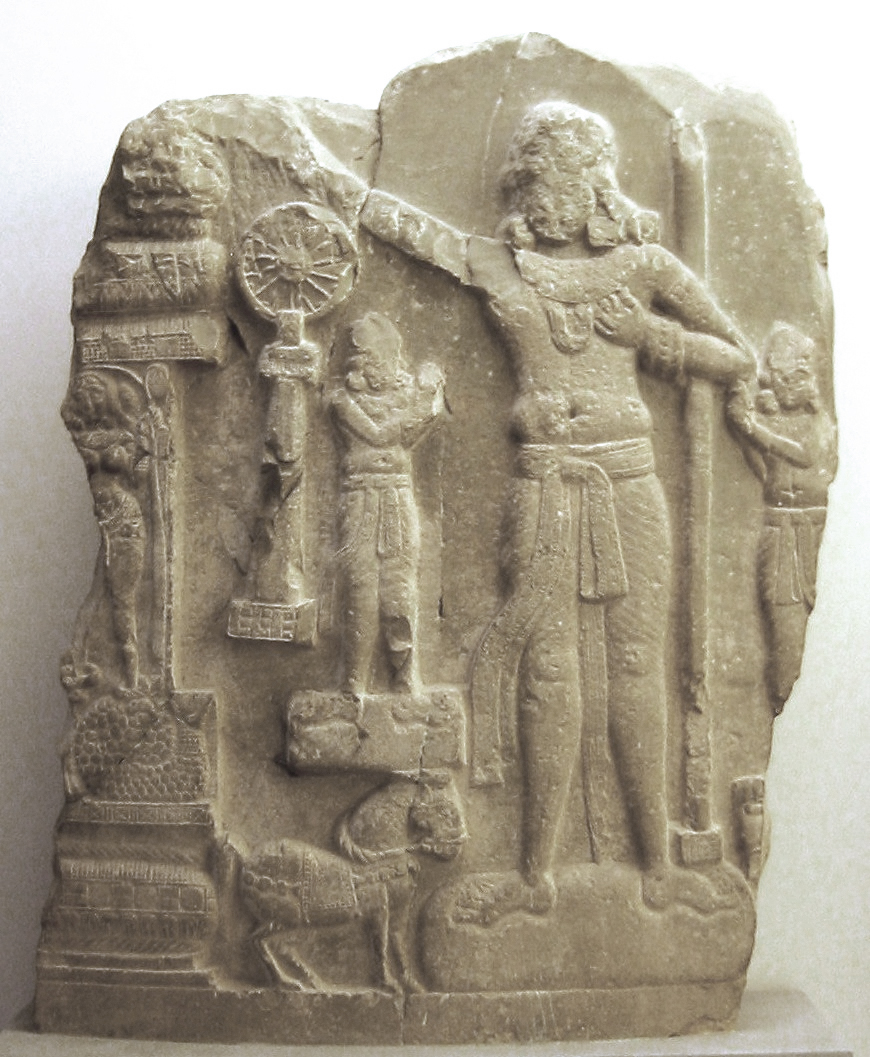
転輪聖王の石レリーフ、アショーカ王と思われる（紀元前1世紀）

転輪聖王（てんりんじょうおう、転輪王とも）は古代インドの思想における理想的な王を指す概念。地上をダルマ（法）によって統治し、王に求められる全ての条件を備えるという。サンスクリット語ではチャクラヴァルティラージャン（cakravartiraajan  चक्रवर्तिराजन्）或いは単にチャクラヴァルティン（cakravartin चक्रवर्तिन्）という。チャクラは「輪」、ヴァルティンは「動かすもの」の意味。

## 輪
転輪聖王たる者は輪宝を転ずるとされるが、それがいかなる起源を持つものかについては定説が無い。起源論としては、インドラ神の力を象徴する戦車の車輪とする説や、世界を照らす日輪（太陽）とする説、或いは輪状の武器チャクラムとする説や、マンダラを表すという説もある。
この輪宝は理想的な王である転輪聖王の無限の統治権のシンボルであった。ヴェーダ時代（紀元前2千年紀）半ば以降から輪を王権のシンボルとする観念はインド世界に存在し、転輪聖王の概念もその延長上にあるものである。バラモン教においてもこの観念は継承されたが、「転輪聖王」の概念がよりはっきり形成されたのは、寧ろインドにおける非正統派宗教である仏教やジャイナ教においてであった。転輪聖王に関する記述は『転輪聖王師子吼経』や『大善見王経』といった仏典の随所に登場する。

## 転輪聖王観
仏典の記述によれば、転輪聖王の概念とは大雑把に以下のようなものであった。
世界は繁栄と衰退の循環を繰り返し、繁栄の時には人間の寿命は8万年であるが、人間の徳が失われるにつれて寿命は短くなり、全ての善が失われた暗黒の時代には10年となる。その後、人間の徳は回復し、再び8万年の寿命がある繁栄の時代を迎える。転輪聖王が出るのはこの繁栄の時代であり、彼は前世における善行の結果転輪聖王として現れる。仏陀と同じ32の瑞相を持ち、4つの海に至るまでの大地を、武力を用いる事無く、法の力を以って統治する。
転輪聖王には金輪王、銀輪王、銅輪王、鉄輪王の4種類がある。鉄輪王は鉄の輪宝を持ち、（古代インドの世界観で地球上に4つあるとされた大陸のうち）1つの大陸を支配する。同様に銅輪王は銅の輪宝を持ち、2つの大陸を、銀輪王は銀の輪宝を持ち、3つの大陸を支配する。そして最上の転輪聖王である金輪王は、金の輪宝を持ち、4つの大陸全てを支配するという。
また、法（ダルマ）に則った統治を強調するものとして、「輪王はまさに法に依り、法を敬い、法を重んじ、法を尊び、法を幡とし、法を旗印とし、法を第一としてクシャトリヤたち、家臣達、軍隊、バラモン・ガハパティ達、市民、地方民、シャモン・バラモン達、獣類、鳥類に対し、法にかなった守護、庇護、保護を加える。」とする記述もある。
転輪聖王は、寿命の尽きる前に、王宮の上の輪宝が離れ去るのを見て、王子に位を譲り、出家する。出家の7日後に輪宝は忽然と消えてしまう。新王がこれを元の王である父に問うと、父は輪宝が父祖伝来の物ではなく、王自身の功徳によってもたらされるものであると説く。これを新王が聞き入れて法に則った統治を行うと、満月の夜に再び輪宝が空中に現れるのだという。
転輪聖王が出家せずに王位にあるまま死んだ場合には、その遺体は大衆の手で仏陀の遺体と同じように丁重に扱われ、遺骨は大塔に収められる。
この転輪聖王の時代が終わると、再び世は暗黒の時代へと移行していくという。

## 転輪聖王の七種の宝、四種の神徳
転輪聖王は各種の宝と徳性を持つと言う。
- 輪宝（チャッカラタナ cakkaratana）：四方に転がり、王に大地を平定させる。
- 象宝（ハッティラタナ hatthiratana）：空をも飛ぶ純白の象。
- 馬宝（アッサラタナ assaratana）：空をも飛ぶ純白の馬。
- 珠宝（マニラタナ maniratana）：発する光明が1由旬にも達する宝石。
- 女宝（イッティラタナ itthiratana）：美貌と芳香を持つ従順かつ貞節な王妃。
- 居士宝（ガハパティラタナ gahapatiratana）：国を支える財力ある市民。
- 将軍宝（パリナーヤカラタナ parinayakaratana）：賢明さ、有能さ、練達を備えた智将。

以上の7つを七宝と言う。また四種の神徳を持つと言う。
- 美貌
- 長寿
- 少病少悩
- バラモン・ガハパティからの敬愛と彼らに対する慈愛

## 実際の王達の転輪聖王観
インドにおいて、転輪聖王観が実際の政治に影響を与えた例として、先ず挙げられるのは、マウリヤ朝の王アショーカである。ただし、転輪聖王の観念と、アショーカ王のダルマの政治がどのような関係にあったのかは、はっきりとはしない。「ダルマによって統治する」というアショーカ王の理想は、仏典における転輪聖王観に非常に近いものであるが、アショーカ王の時代に既に転輪聖王観が形成されていたことをはっきりと証明するものはない。マウリヤ朝という巨大帝国の成立を背景として、全てを支配する理想王としての転輪聖王観が成立したのだという説がある一方、既に形成された転輪聖王観に影響されてアショーカがダルマの政治を始めたのだという説もある。
確実に転輪聖王を名乗った王としてはチェーティ朝の王カーラヴェーラがおり、彼は転輪聖王（チャクラヴァルティン）の他にも、「チャクラ」を含む多数の称号を名乗っている。ただし、カーラヴェーラの用いたこれらの称号は、前後の文脈や彼自身の事跡とあわせて考えると、理想王としての転輪聖王よりも、王の持つ権力の象徴としての「チャクラ」であったといわれている。
東南アジアでは、王の正式名称の一部に使われたり、チャクラパット（アユタヤ王朝の王）という風に現地の訛ではあるが、直接に語が名前に使われたりもした。大般若波羅蜜多経にもこの言葉があり。チベット仏教圏では、元のクビライ、北元のアルタン・ハーン、清の歴代皇帝たちが転輪聖王に擬せられていた。